# Сондерс, Дейл
Дейл Сондерс (англ. Dale Saunders; род. 9 ноября 1973 года, Тринидад и Тобаго) — тринидадский футболист и тренер.

## Карьера

### Футболиста
Всю свою карьеру провёл на родине. В составе клуба «Джо Паблик» защитник дважды становился чемпионом страны. Также Сондерс выступал за «Сан-Хуан Джаблоти» и «Стенфорд Страйкс».
С 1997 по 2003 годы регулярно вызывался в состав сборной Тринидада и Тобаго. По уточнённым данным игрок провёл за неё 48 матчей, в которых забил четыре гола. Вместе с ней он дважды принимал участие в розыгрыше Золотого Кубка КОНКАКАФ.

### Тренера
В сезоне 2016/17 Дейл Сондерс возглавлял один из сильнейших клубов страны «Сентрал». Его он привёл к титулу чемпионат страны. Однако после триумфа наставник покинул свой пост.

## Достижения

### Игровые
- Чемпион Тринидада и Тобаго (2): 2006, 2009
- Обладатель Кубка Тринидада и Тобаго (4): 1998, 2001, 2007, 2009

### Тренерские
- Чемпион Тринидада и Тобаго: 2016/2017